# Zahir Shah
Mohammed Zahir Shah, född 15 oktober 1914 i Kabul, död 23 juli 2007 i Kabul, var Afghanistans kung från den 8 november 1933 till den 17 juli 1973.

## Biografi
Zahir Shah fick sin grundutbildning i Montpellier i Frankrike och tillträdde som kung sedan hans far mördats. Han var pashtun från släktgrenen Mohammadzai. De första decennierna var han i princip utan makt och bokstavligen styrd av Mohammed Daoud Khan, varför han 1963 genomförde stora förändringar som gav honom reellt inflytande, medan Daoud Khan försvann ut i kulisserna under tio år.
Kungen levde i exil i Italien 1973–2002 sedan han under ett sjukbesök  i samma land blev avsatt i en statskupp i hemlandet, där hans kusin och tidigare statsministern Mohammed Daoud Khan utropade republik och utsåg sig själv till landets president. Zahir Shah var följaktligen Afghanistans siste regerande monark. I april 2002 återvände Zahir Shah till Afghanistan medan landet var under amerikansk ockupation för att öppna Loya jirga, vilket skedde i juni 2002. Han flyttade tillbaka till sitt gamla palats i centrala Kabul och efter påtryckningar av amerikanerna beslöt han att inte bestiga tronen, även om det fanns visst stöd för hans återkomst bland befolkningen, som bland annat gav honom hedersnamnet Baba Watan, "Moderlandets fader". Under sina sista år hade han problem med hälsan och sågs sällan offentligt. 
Han var gift med Humaira Begum. De hade åtta barn, bland andra Ahmad Shah Khan.